# District de Lienz
Le district de Lienz (appelé aussi Tyrol oriental) est une subdivision territoriale du Land du Tyrol en Autriche. Il est nommé d'après la ville de Lienz.

## Géographie

### Situation
Le district de Lienz, le plus grand du Tyrol, constitue la totalité du « Tyrol oriental ». Il est séparé du reste du Tyrol (appelé Tyrol du Nord) par une partie du land de Salzbourg ; la distance la plus faible séparant les deux parties du land tyrolien est de 9,5 km. Le district présente une frontière commune avec les régions italiennes suivantes : le Trentin-Haut-Adige et la Vénétie.

### Hydrographie
Les principaux cours d'eau du district sont les rivières Drave et Isel.

### Relief
Les principales vallées du district sont :
- Le Val Pusteria
- Iseltal
- Defereggental
- Virgental
- Kalser Tal
- Gailtal

### Lieux voisins
|              | Zell am See |                     |
| Val Pusteria |             | Spittal an der Drau |
|              | Belluno     | Hermagor            |

## Communes
Le district comporte 33 communes :
- Abfaltersbach
- Ainet
- Amlach
- Anras
- Assling
- Außervillgraten
- Dölsach
- Gaimberg
- Heinfels
- Hopfgarten in Defereggen
- Innervillgraten
- Iselsberg-Stronach
- Kals am Großglockner
- Kartitsch
- Lavant
- Leisach
- Lienz
- Matrei in Osttirol
- Nikolsdorf
- Nußdorf-Debant
- Oberlienz
- Obertilliach
- Prägraten am Großvenediger
- St. Jakob in Defereggen
- St. Johann im Walde
- St. Veit in Defereggen
- Schlaiten
- Sillian
- Strassen
- Thurn
- Tristach
- Untertilliach
- Virgen